# Wenzelia
Wenzelia é um género botânico pertencente à família Rutaceae.